# Sorihuela del Guadalimar
Sorihuela del Guadalimar er en by og kommune i det sydlige Spanien i provinsen Jaén. Den har et indbyggertal på 1.034 (2024) indbyggere.